# Millbrae (Californie)
Millbrae est une ville du comté de San Mateo en Californie, située à l'ouest de la baie de San Francisco, à proximité de l'aéroport international de San Francisco, aux États-Unis. Sa population s’élevait à 21 532 habitants lors du recensement de 2010, estimée à 22 718 habitants en 2017.

## Démographie
| 1880 | 1890 | 1950  | 1960   | 1970   | 1980   |
| ---- | ---- | ----- | ------ | ------ | ------ |
| 195  | 243  | 1 972 | 15 873 | 20 920 | 20 058 |

| 1990   | 2000   | 2010   | - | - | - |
| ------ | ------ | ------ | - | - | - |
| 20 412 | 20 718 | 21 532 | - | - | - |

## Jumelages
La Serena (Chili)
 Mosta (Malte)
 Hanyu (Japon)
 Taishan (Chine)
 Ramallah (Palestine)
 Donggang (Chine)